# Kore ga Watashi no Goshūjin-sama
Kore ga Watashi no Goshūjin-sama (これが私の御主人様 lit. Él es mi amo?) es una serie de manga escrita por Mattsu e ilustrada por Asu Tsubaki. Fue serializada en la revista Shōnen Gangan desde febrero de 2002 a febrero de 2007. En 2005, el estudio Gainax en colaboración con el estudio SHAFT, produjo una serie de anime de 12 episodios emitidos por la televisora BSi.

## Argumento
Yoshitaka Nakabayashi, un joven heredero, pierde a sus padres en un accidente. Como consecuencia, recibe una herencia millonaria y se convierte en el propietario único de todas las posesiones de sus padres. Debido a que se siente solo en su enorme mansión, pone un anuncio de contratación de personal, al que responden dos hermanas que se han fugado de casa puesto que su padre no acepta a su mascota, y deciden aceptar la oferta, dado que no tienen donde quedarse. Así es como Mitsuki e Izumi Sawatari, un par de hermosas y adorables jovencitas, conocen a Yoshitaka, quien resulta ser un pervertido de gran nivel que satisface sus fantasías fetichistas obligando a sus nuevas empleadas a vestirse con vestidos sugerentes. Yoshitaka comenzará a hacerse preguntas y a observar las cosas de manera distinta, mientras los hechos se suceden a su alrededor, escapando a su control.

## Personajes
Yoshitaka Nakabayashi (中林義貴 Nakabayashi Yoshitaka?)
Seiyū: Junko Minagawa
El multimillonario pervertido que da rienda suelta a su creatividad haciendo vestidos fetichistas que dejan muy poco lugar a la imaginación. Crea estos vestidos para sus empleadas con todo "cariño" y, gracias a que cuenta con todo el dinero que quiera (aunque no lo sepa administrar), puede hacer todo lo que se le antoje por sus empleadas, iniciativas que acaban estrepitosamente o en discusión con Izumi, dado que nunca están engendradas con buena intención. Tiene 14 años. Siente un gran afecto por todas su criadas pero termina enamorándose de Izumi.
Izumi Sawatari (沢渡いずみ Sawatari Izumi?)
Seiyū: Masumi Asano
La hermana mayor de Mitsuki. Si no fuera por ella la casa perdería todo su orden y coherencia y se hundiría con la perversion de Yoshitaka. Gracias al apoyo de su hermana y haciendo uso de su gran belleza llega a convertirse en una Idol pasajera.Siente gran atracción hacia Yoshitaka, provocando estos, momentos de romanticismo, pero luego, es siempre arruinado por la perversión de Yoshitaka. Tiene 14 años. 
Mitsuki Sawatari (沢渡みつき Sawatari Mitsuki?)
Seiyū: Ai Shimizu
La hermana menor es, en apariencia, muy inocente, pero se sirve de esa aparente candidez y de su belleza para manipular a los demás y lograr con ello sus más abominables locuras, que suelen desarrollarse en forma de concursos por el mero hecho de divertirse. Aparentemente, todos los hechos sucedidos en cada episodio ya están preplaneados por Mitsuki. Tiene 13 años.
Anna Kurauchi (倉内安奈 Kurauchi Anna?)
Seiyū: Kana Ueda
La tercera chica conoce a Izumi en el instituto y, después de enamorarse perdidamente de ella, decide entrar a trabajar en la mansión, con el único fin de dar rienda suelta a sus pervertidas fantasías en el cuerpo de Izumi. Originalmente, ella se encontraba enamorada de Yoshitaka Nakabayashi, ya que en varias ocasiones este había demostrado muestras de afecto hacia ella, (cosa que en realidad hacia para recrear sus fantasías eróticas), pero al enterarse de que Izumi trabajaba de criada para Yoshitaka, esta decide trabajar también para Yoshitaka, pero Izumi trata a toda costa de evitar que esto pase para protegerla del pervertido de Yoshitaka, lo que al final ocasiona que Anna crea que Izumi la protegía porque la ama ocasionando así que Anna se enamore perdidamente de Izumi.
Pochi (ポチ?)
Seiyū: Kyōsei Tsukui
Es la mascota de Izumi, Mitsuki y Karin. Como sus padres no lo querían, por haber ocurrido un accidente anterior con los padres de este, tuvieron que salir de casa, pues, si ya es peligroso tener como mascota a un cocodrilo, más lo es si se trata de uno pervertido. Se siente atraído por Izumi. 
Mattsū (まっつー?) y Asu Tsubaki (椿あす Tsubaki Asu?)
Los autores del manga, también aparecen en la serie, con una forma uno de pochi y otro de hámster respectivamente. Aparecen cuando Izumi llama a Dios (se encuentran en una pequeña nube en el cielo).

## Anime

### Episodios
01 - ¿Él es mi amo? 
02 - Ese jarrón, cuesta cinco millones 
03 - El fetichista de los uniformes lolicon que le encanta mirar fotos y los juegos hentai 
04 - Las parejas formadas bajo circunstancias extraordinarias no son duraderas 
05 - Hay un rumor sobre un chico en la pubertad, que heredo la fortuna sus padres y vive solo rodeado de chicas en una mansión... 
06 - El concurso por sawatari izumi, una prueba de valor, un tren que va a un balneario en el noreste.. 
07 - Él es el amor de izumi 
08 - Una increíblemente zona corta 
09 - Izumi es izumi, pero izumi ya no sucumbe ante nadie 
10 - Él es mi príncipe 
11 - El novio lejano, yoshitaka 
12 - ¡Él es mi amo!

## Música
Tema de apertura
- Canción: TRUST
- Interpretado por: Masami Okui

Tema de cierre
- Canción: Aijou no Katamari (愛情のカタマリ Aijō no Katamari?)
- Interpretado por: Las seiyūs de Izumi (Masumi Asano), Mitsuki (Ai Shimizu) y Anna (Kana Ueda)